# مالكوم كارمايكل
مالكوم كارمايكل (بالإنجليزية: Malcolm Carmichael)‏ هو مجدف بريطاني، ولد في 8 سبتمبر 1955.

## وصلات خارجية
- مالكوم كارمايكل على موقع الاتحاد الدولي للتجديف (الإنجليزية)
- مالكوم كارمايكل على موقع اللجنة الأولمبية الدولية (الإنجليزية)
- مالكوم كارمايكل على موقع أوليمبيديا (الإنجليزية)
- مالكوم كارمايكل على موقع اللجنة الأولمبية البريطانية (الإنجليزية)